# Lac Senej
Le lac Senej (en russe : Сене́жское озеро, Senejskoïe ozero) est un lac de l'oblast de Moscou en Russie. Il est situé à environ 60 km au nord-ouest de Moscou.
D'une superficie de 7 km2, il a pour émissaire la rivière Sestra. La ville de Solnetchnogorsk est située sur sa rive occidentale.
Sa proximité avec la capitale russe en fait un lieu de villégiature très prisé de la population moscovite.